# Andrea Palladio
Andrea Palladio (castellanizado como Andrés Paladio), de nombre real Andrea di Pietro della Góndola (Padua, 1508-Maser, 1580), fue un importante arquitecto italiano de la República de Venecia. Trabajó fundamentalmente en la ciudad de Vicenza y sus alrededores, y también en la misma Venecia. Se le considera el arquitecto que tal vez «mejor supo actualizar la herencia de las formas clásicas con la realidad del momento central del cinquecento». Sus villas campestres y otras obras han influido de manera importante en la arquitectura neoclásica.

## Vida y obra

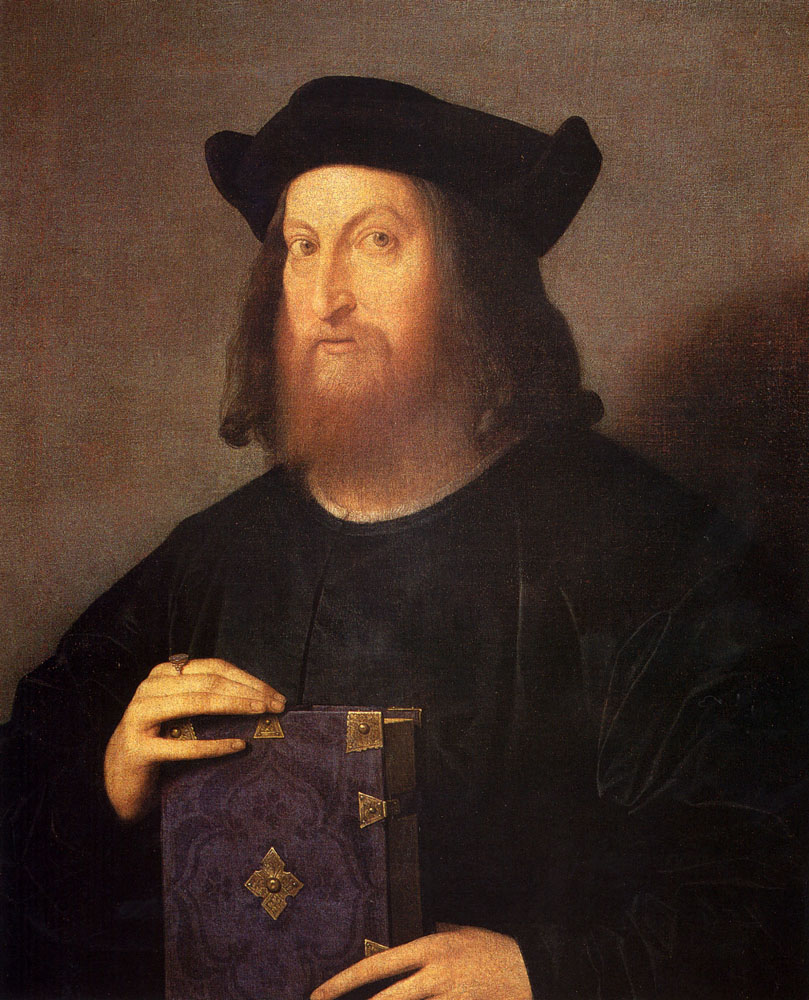
Retrato de Gian Giorgio Trissino (1510)

Nació en Padua en 1508. Allí estudió junto a Giovanni Maria Falconetto, aunque la persona que más influyó en su formación fue el humanista y arquitecto aficionado Gian Giorgio Trissino, convertido en su más decidido valedor. Con él viajó a Roma en 1541. 

[Palladio en Roma] se ve conmocionado por el hecho de que la arquitectura de los antiguos, altamente expresiva de contenidos ideales y y de sentimientos civiles, fuese también técnicamente perfecta, ofreciera una respuesta a las exigencias prácticas y se adaptara admirablemente tanto al lugar como a la función. [...] En toda la obra de Palladio aparecen bien claros estos dos momentos: el ideal clásico como suprema imagen de un modo de vida civil perfecto, y la respuesta a una exigencia práctica, el ceñirse a circunstancias específicas de lugar y de hecho como determinaciones de dicho ideal en los casos, siempre distintos, de la vida real.
Giulio Carlo Argan

### Los palacios
Durante sus estancias en Roma (a la de 1541, le siguieron dos más, en 1545 y en 1547) tomó muchos apuntes, no sólo de las ruinas romanas sino también de las obras de Bramante, algunos de los cuales fueron recogidos en sus I quattro libri dell'Architettura, obra publicada cuando tenía 62 años, y por la que se le ha relacionado con Leon Battista Alberti. Otra semejanza con Alberti (concretamente con su Templo Malatestiano de Rímini) fue la forma en que acometió la envoltura externa de la gótica Basílica de Vicenza destinada a la administración comunal.

[La solución de Palladio] consistió en rodear el núcleo medieval con una corona de pórticos en dos pisos con arcadas, volteadas airosa y rítmicamente, en la disposición de los vanos serlianos, como Sansovino había ya ideado para la biblioteca de San Marcos, y con éxito tal que, desde entonces, pudo llamarse también «motivo palladiano». La seración de columnillas y columnas, abajo toscanas y arriba jónicas, de dinteles y arcos sin demasiados apliques plásticos, salvo las estatuas míticas que, por encima de la cornisa, prolongan los ejes recortándose sobre el cielo, o la verde cubierta del artesón gótico, tienen tal énfasis musical y métrico que la arquitectura parece mecida a ritmo de baile y hasta se puede pautar como un poema yámbico.

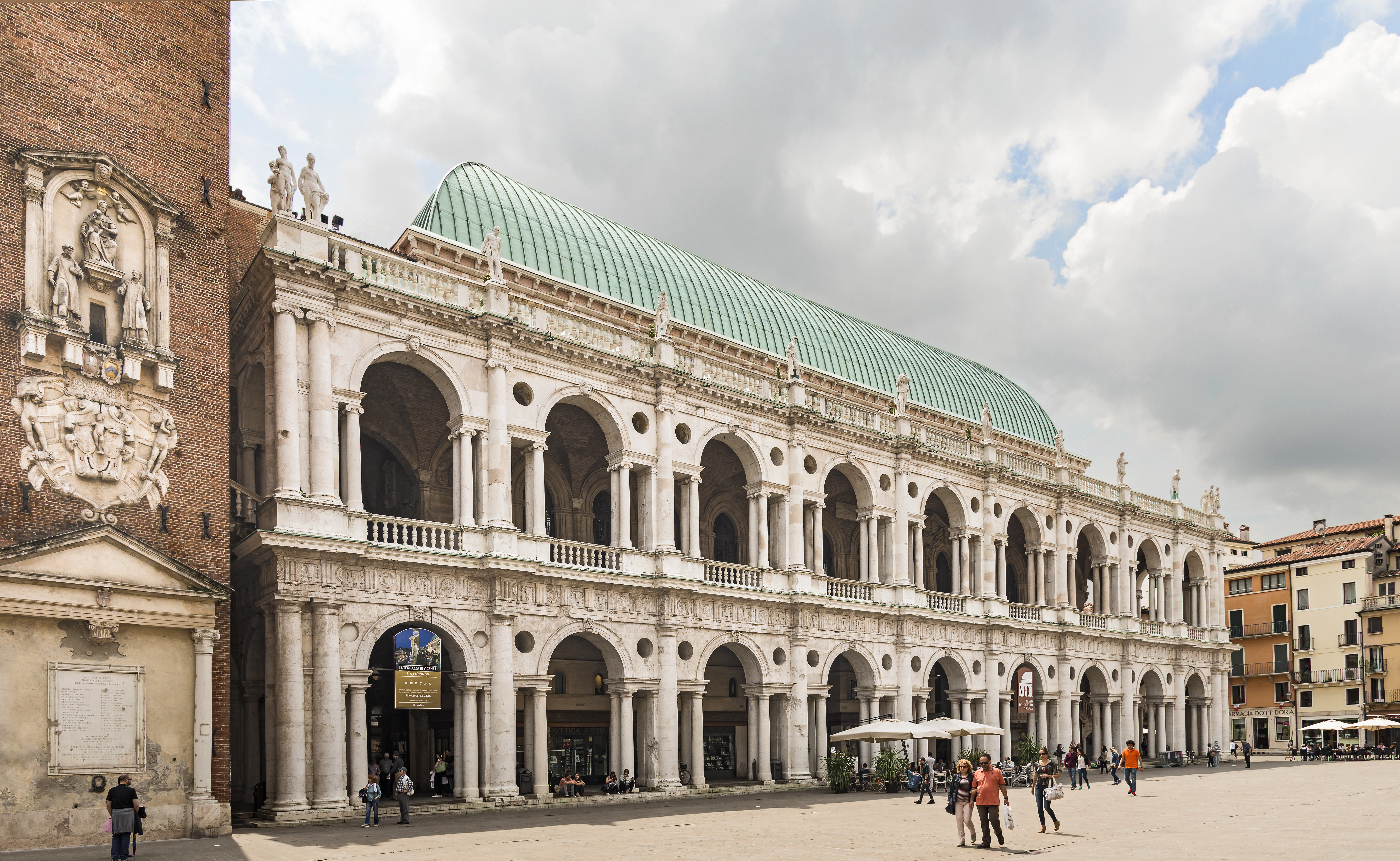
Basílica Palladiana, Vicenza.

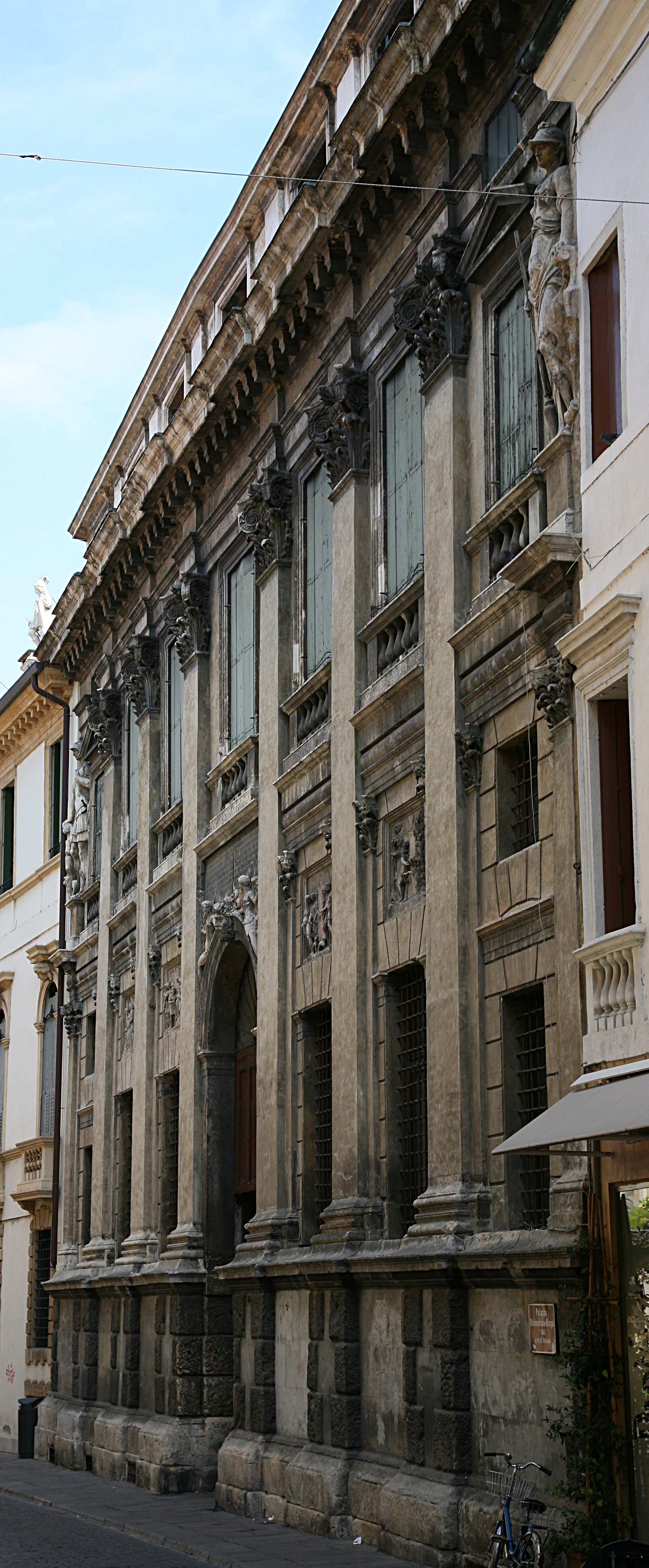
Fachada del Palacio Valmarana en Vicenza.

Según Giulio Carlo Argan, la solución adoptada por Palladio para la basílica se debió a su propósito de «dar a Vicenza dignidad y forma clásicas evocando su origen romano». «Transformar un palacio comunal gótico mediante una envoltura clásica haciendo de él una basílica civil romana implicaba, en el pensamiento del artista, imponer al núcleo vital de la comunidad urbana un asentamiento clásico y moderno a un tiempo. [...] La galería repite en la parte superior los vanos amplios y profundos del pórtico, pero la estructura que une las arcadas es más compleja, con mayor separación entre las medias columnas y las columnas laterales geminadas en profundidad. [...] Se trata de un espacio con intervalos claramente marcados según un ritmo trímetro yámbico: breve-larga-breve. Y en el mismo ritmo, más apretado, se encuentran en los llenos: columnita-media columna, columnita».
La Basílica de Vizenza (comenzada en 1549 y finalizada en 1614, treinta años después de la muerte de Palladio) despertó el interés de las familias pudientes de Vicenza, que empezaron a encargarle la construcción de sus palazzos urbanos y de sus villas campestres. Se trataba de «una nobleza bien encuadrada en la estructura de la república, sin ambiciones de poder, culta y laboriosa, especialmente interesada, en ese momento, en desarrollar la producción agrícola, en administrar sabiamente las vastas haciendas que adquiere y en las que gusta de pasar una parte del año. La vida social, en suma, tiene un núcleo, la ciudad, y una vasta periferia, el campo: de ahí la distinción, y, a un tiempo, la relación entre los palacios urbanos y las villas».

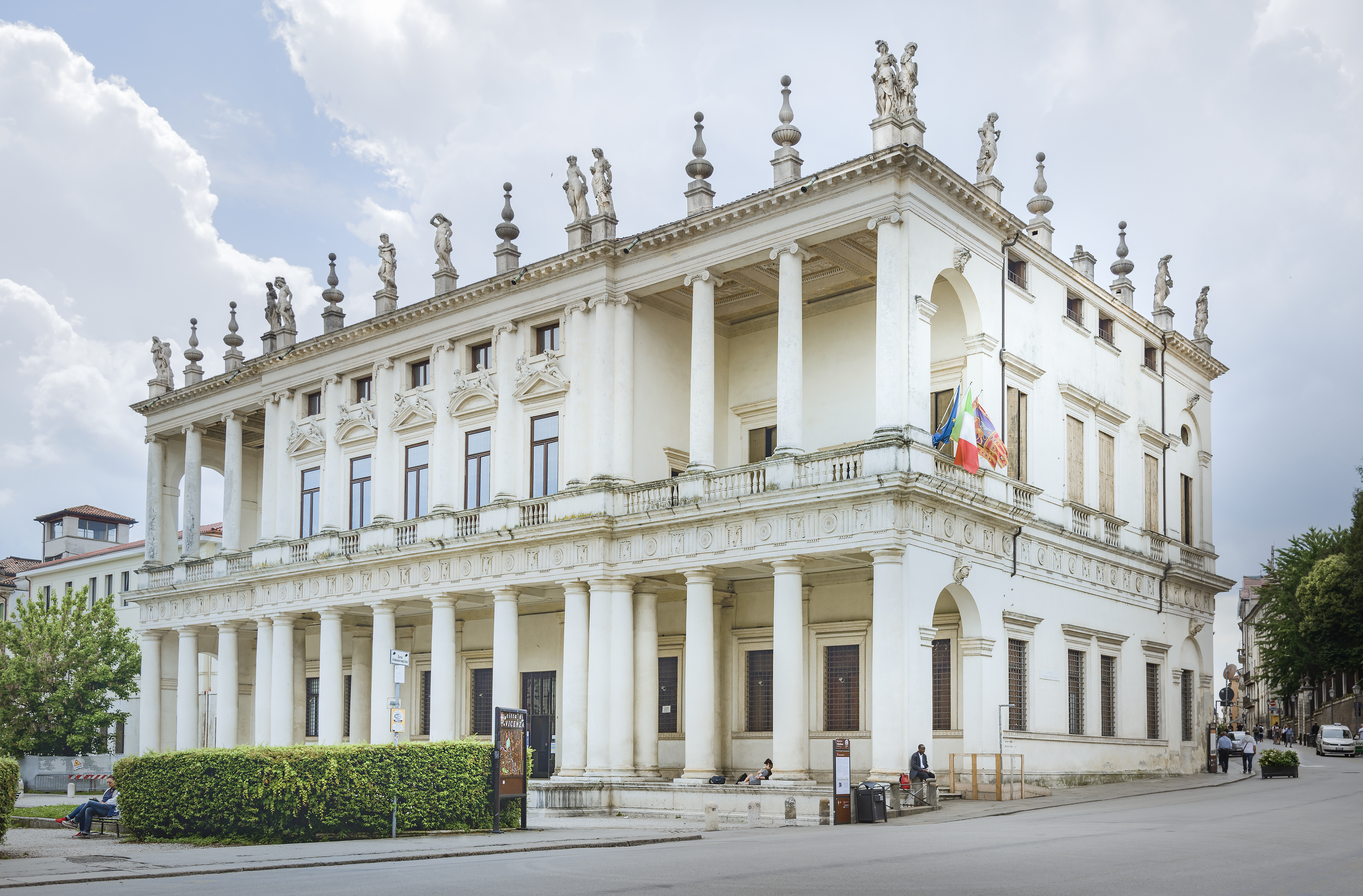
Palacio Chiericati.

Fue tal la cantidad de palazzos y otras construcciones civiles que realizó que Vicenza quedó identificada como la ciudad de Palladio, especialmente la vía mayor o Corso, que lleva su nombre. Allí se encuentra el palacio Chiericati (1551-1553), que destaca «por la novedad de las tribunas en los ángulos de un ancho pórtico toscano adintelado y sus acróteras plásticas y geométricas», y el palacio Valmarana, en el que utilizó pilastras de orden gigante al modo de Miguel Ángel en la basílica vaticana. El orden gigante también lo aplicó a las columnas de la loggia del Capitano (1571), o al inacabado palacio Porto.

[Los palacios urbanos de Palladio] son, sobre todo, casas dignas pero sin fastuosidad, cuyo prestigio urbano se confía más bien a la nobleza de las formas que a la ostentación de la riqueza o del poder; elemento esencial es la fachada, con la que las grandes familias quieren contribuir, casi como se tratara de un deber, al noble aspecto de la ciudad. Los palacios privados de Palladio... son muy distintos para entendernos de la maciza y altiva ostentación de poder del Palazzo Farnese de Roma.[...] Muchos de los palacios de Palladio se establecen sobre la vía del Corso: sus fachadas forman las paredes de ésta, entendida como una arquitectura abierta y transitable cuyo techo es el cielo. Cronológicamente, se distribuyen a lo largo de un período de treinta años, y cada fachada presenta una forma propia, una originalísma compaginación de los elementos de la morfología clásica. [...] Concebidas en función de la calle... casi todas [las fachadas] presentan un primer orden rústico, casi un basamento, y sólo sobre éste, donde el vano de la calle se hace más luminoso, se alzan los órdenes de columnas y pilastras. [...] Compone sus fachadas, preferentemente, con un orden único, gigante, de columnas o pilastras, de tal modo que todas las profundidades y todos los resaltes, ya sean reales o puramente representados, se proyectan sobre una única superficie o, cuando menos, se compendian en una profundidad mínima.
Giulio Carlo Argan

La identificación de Palladio con la cultura clásica, y singularmente con Vitrubio, alcanzó su zénit en el teatro Olímpico (acabado por Vincenzo Scamozzi), en el que reprodujo con gran fidelidad la escena de un teatro romano. Según Giulio Carlo Argan, esta última obra de Palladio es la prueba de «hasta qué punto la calle era para Palladio el lugar ideal de la vida urbana: en la escena monumental del teatro, se abren [tres] calles de noble arquitectura, en perspectivas muy amplias, huidizas.»

### Las villas

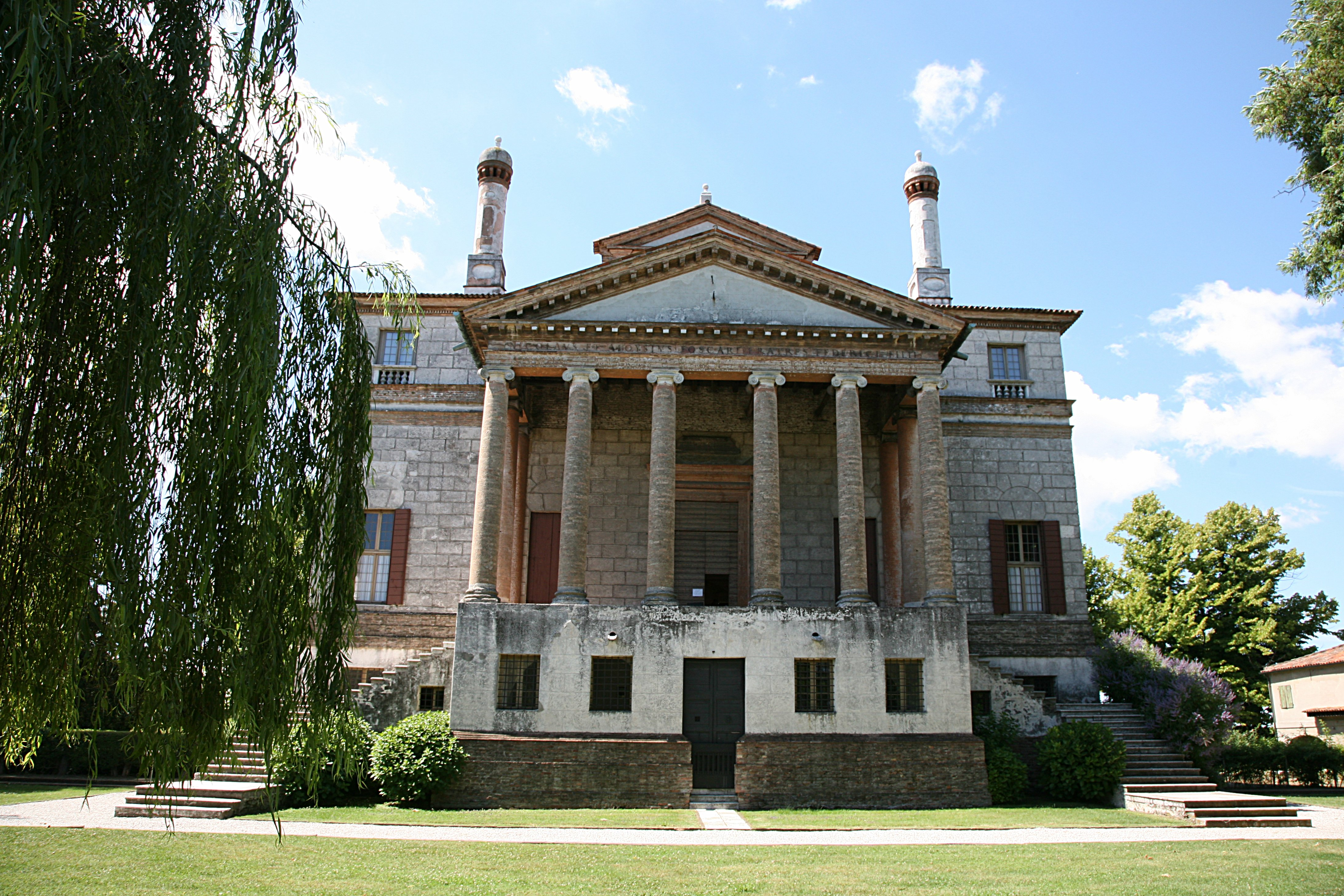
Fachada principal de Villa Foscari (1560).

En cuanto a las villas palladianas esparcidas en los campos inmediatos a la ciudad de Vicenza, destaca la villa Capra (1567-1569), también conocida como «La Rotonda», en la que «plantea cuatro pórticos de templos romanos con elevador estereobato y columnas jónicas en medio de jardines que acceden, por los cuatro puntos cardinales, a un cubo en cuyo centro se ha instalado un cuasi panteón romano: Naturaleza y Cultura no han encontrado mejor síntesis bajo tan limpio lenguaje clásico». Otra villas destacadas son la villa Foscari o «de la Malcontenta» (1560), de un solo pórtico, o la villa Barbaro de Maser, en cuya fachada aparecen tímpanos helénicos y relojes de sol, y que está decorada interiormente por Veronés.

Con frecuencia las mismas familias que encargan a Palladio la construcción de su palacio en la ciudad le hacen construir también su villa en el campo: palacio y villa representan dos caras de la misma realidad social. La casa urbana se inserta en una condición espacial dada, la perspectiva de la calle; la villa se inserta en un ambiente paisajístico siempre distinto, abierto a todas direcciones. Con respecto a la calle, el palacio es una fachada, un plano frontal; con respecto al horizonte y al paisaje que la rodea, la villa es un organismo articulado, condicionado por la variedad de los puntos de vista, el carácter del emplazamiento, las pendientes del terreno, etc. [...] Palladio plantea el problema en términos claros: se trata de insertar una forma sólida, una construcción geométrica y volumétrica, en un espacio natural que es distinto en cada ocasión, y de encontrar entre estas dos realidades... una relación de armonía e incluso de perfecta equivalencia.[...] En la mayoría de los casos la fascinación de las villas palladianas consiste, precisamente, en esta concertada variedad de desarrollos temáticos: de la simplicidad de lo rústico a la solemnidad histórico-religiosa del templo, del carácter práctico de los cuerpos secundarios destinados a las necesidades de la hacienda agrícola a la refinadísima elegancia de los cuerpos centrales destinados a otras funciones sociales. Los parques y los jardines, como naturaleza "educada" o formada por el hombre, relacionan la arquitectura con amplios espacios cultivados, las colinas y los bosques...
Giulio Carlo Argan

### Las iglesias

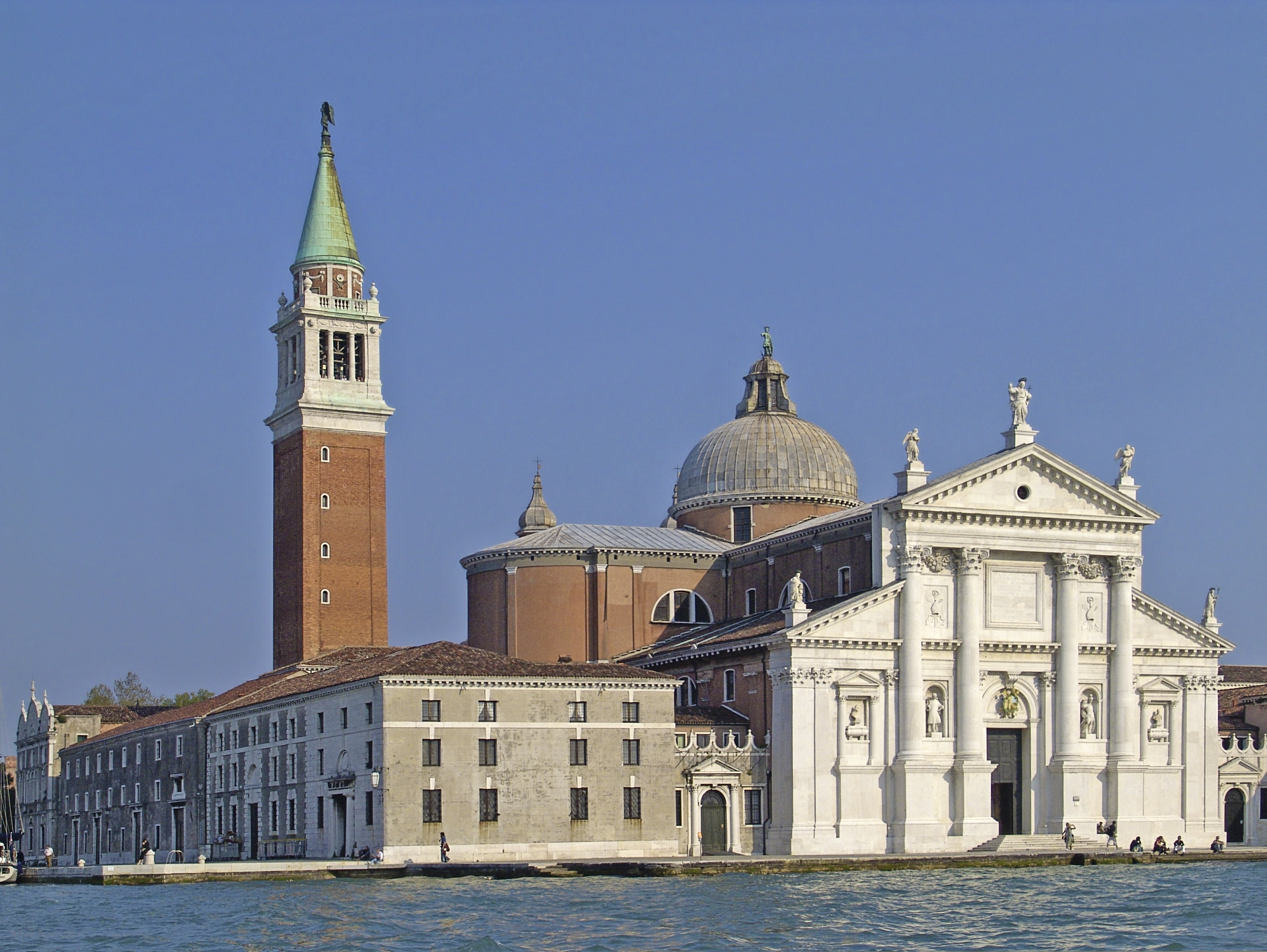
San Giorgio Maggiore

El clasicismo de Palladio también se aprecia, aunque con algún toque manierista en las iglesias que construyó en Venecia: San Giorgio Maggiore (1565), «de tres naves y profundo coro tras la capilla mayor, situada en la isla de su nombre y panorama obligado para el observador desde la piazzeta de San Marcos; la Iglesia del Redentor (1577), en la isla de Giudecca, que cuenta como la anterior, «con cúpulas y hastiales y columnas gigantes soportando nítidos frontones clásicos; y la iglesia de San Francesco della Vigna, y otros claustros y conventos.
Las dos iglesias venecianas, San Girogio Maggiore y la del Redentore presentan notables novedades respecto a los esquemas tradicionales de la arquitectura religiosa. «Los interiores son grandes vanos luminosos, con los que se relacionan los espacios laterales, en un despliegue continuo de superficies blancas acentuadas por la mayor intensidad lumínica de las estructuras. Más que lugares de devoción, son espacios destinados a un rito que debe desarrollarse a la luz del sol, en presencia de la gente, sin sombra de misterio», dice Argan. Además, añade Argan, «la forma de las dos iglesias viene determinada por su situación en el espacio, en el paisaje urbano». San Giorgio Maggiore, está al otro lado del ancho canal de San Marcos, frente a la basílica de San Marcos que se encuentra enfrente. Así «el campanile y la cúpula ligera y transparente como una bola de vidrio de San Giorgio» se corresponden, a distancia, con las cúpulas de San Marcos «que parecen de madreperla y su altísimo campanile, rojo y blanco en el cielo». «El plano del muro que está a la vista, de color rojo claro, sirve de fondo a la fachada blanca que es como una barrera blanca, intensamente iluminada, entre el espejo del agua y el horizonte. [...] Dos planos rematados por tímpanos triangulares, uno más bajo y más ancho y otro, el central, más alto y estrecho».

### Arquitectura: cronología de trabajos

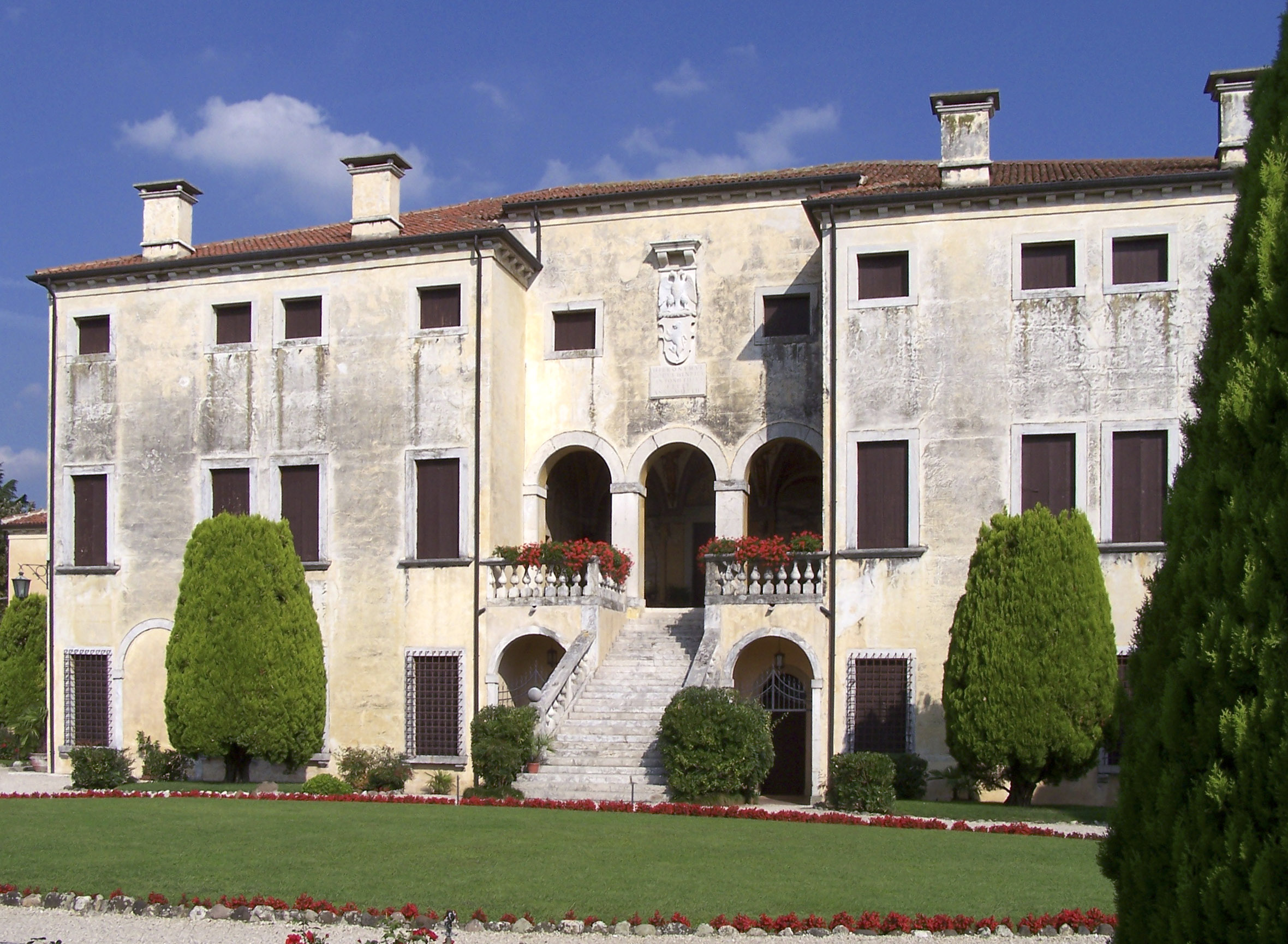
Uno de los primeros trabajos de Palladio, Villa Godi.

La cronología normalmente refiere al proyecto de las obras y no a su construcción.
- 1531: Portal de la iglesia de Santa Maria dei Servi, Vicenza (atribuido)
- 1534: Villa Trissino a Cricoli, Vicenza (tradicionalmente atribuida, pero probablemente diseñada por Gian Giorgio Trissino)
- 1537-1542: Villa Godi (para Girolamo, Pietro y Marcantonio Godi), Lonedo di Lugo di Vicenza
- 1539 circa: Villa Piovene, Lonedo di Lugo di Vicenza, Provincia de Vicenza (atribuida)
- 1540-1542 circa: Palazzo Civena, Vicenza
- 1540 circa-1566 circa: Palazzo Pojana, Vicenza (atribuida)
- 1542 - Villa Valmarana, Vigardolo di Monticello Conte Otto, Provincia de Vicenza
- 1542-1556 circa: Palazzo Thiene, Vicenza (probablemente proyecto de Giulio Romano)
- 1542: Villa Gazzotti (para Taddeo Gazzotti), Bertesina, Vicenza
- 1542 circa: Villa Caldogno (para Losco Caldogno), Caldogno, Provincia de Vicenza (atribuida)
- 1542: Villa Pisani (para Vettore, Marco y Daniele Pisani), Bagnolo di Lonigo, Provincia de Vicenza
- 1542: Villa Thiene (para Marcantonio y Adriano Thiene), Quinto Vicentino, Provincia de Vicenza (probablemente una reelaboración de un proyecto de Giulio Romano)
- 1543: Villa Saraceno (para Biagio Saraceno), Finale de Agugliaro, Provincia de Vicenza
- 1544 circa-1552: Palazzo Porto (para Iseppo De' Porti), Vicenza
- 1546-1549: Loggias del Palacio de la Ragione (entonces denominada Basílica Palladiana), Vicenza (completada en 1614 después de la muerte de Palladio)
- 1546 circa-1563 circa: Villa Pojana (para Bonifacio Pojana), Pojana Maggiore, Provincia de Vicenza
- 1546 circa: Villa Contarini, Piazzola sul Brenta, Provincia de Padua (atribuida)
- 1547: Villa Arnaldi (para Vincenzo Arnaldi), Meledo di Sarego, Provincia de Vicenza (inacabada)
- 1548: Villa Angarano, Bassano del Grappa, Provincia de Vicenza (El cuerpo principal de la villa fue reconstruida más adelante por Baldassarre Longhena; el barchesse es parte del original)
- 1550-1557: Palazzo Chiericati (para Girolamo Chiericati), Vicenza (completado sobre 1680 después de la muerte de Palladio)
- 1550: Villa Chiericati (para Giovanni Chiericati), Vancimuglio di Grumolo delle Abbadesse, Provincia de Vicenza (completada en 1584 por Domenico Groppino después de la muerte de Palladio)
- 1552: Villa Cornaro (para Giorgio Cornaro), Piombino Dese, Provincia de Padua
- 1552 circa: Villa Pisani (para Francesco Pisani), Montagnana, Provincia de Padua
- 1554-1563: Villa Badoer denominada La Badoera (para Francesco Badoer), Fratta Polesine, Provincia de Rovigo
- 1554: Villa Porto (para Paolo Porto), Vivaro di Dueville, provincia de Vicenza (atribuida)
- 1554: Villa Barbaro (para Daniele y Marcantonio Barbaro), Maser, Provincia de Treviso
- 1554 ?: Villa Zeno (para Marco Zeno), Donegal di Cessalto, Provincia de Treviso
- 1555 circa: Palazzo Dalla Torre, Verona (solo parcialmente realizada. Una parte fue destruida por una bomba en 1945)
- 1556: Arco Bollani, Údine
- 1556 circa: Palazzo Antonini, Údine(alterada por posteriores reformas)
- 1556: Villa Thiene, Cicogna di Villafranca Padovana (inacabada; solo el barchessa permanece)
- 1557: Villa Repeta, Campiglia dei Berici (destruido por un incendio, posteriormente reconstruido)
- 1558: Fachada para la Basílica de San Pietro di Castello, Venecia (completada después de la muerte de Palladio)
- 1558: Villa Emo (para Leonardo Emo), Fanzolo di Vedelago, Provincia de Treviso
- 1558: Bóveda para la Catedral de Vicenza, Vicenza (destruida en un bombardeo durante la Segunda Guerra Mundial, posteriormente reconstruida)
- 1559: Villa Foscari denominada La Malcontenta, Malcontenta di Mira, Provincia de Venecia
- 1559: Casa Cogollo (para Pietro Cogollo), tradicionalmente conocida como Casa de Palladio, Vicenza (attributed)
- 1560-1563 circa: Claustro del ciprés y refettorio del monasterio de San Giorgio Maggiore, Venecia
- 1560: Convento della Carità, Venecia (sólo el claustro y el atrio, destruido en 1630 en un incendio)
- 1560: Palazzo Schio (para Bernardo Schio), Vicenza
- 1563 circa: Puerta lateral para la Catedral de Vicenza
- 1563 circa: Villa Valmarana, Lisiera di Bolzano Vicentino, Provincia de Vicenza
- 1564: Fachada de la iglesia de San Francesco della Vigna, Venecia
- 1564: Palazzo Pretorio, Cividale del Friuli (provincia de Údine) (proyecto atribuido)
- 1565: Basílica de San Giorgio Maggiore, Venecia (completada entre 1607 y 1611 después de la muerte de Palladio, con una fachada diferente proyectada por Vincenzo Scamozzi)
- 1565: Teatro en el patio Convento de la Carità, Venecia (destruido por un incendio en 1570)
- 1565: Palazzo del Capitaniato, Vicenza
- 1565: Palazzo Valmarana (para Isabella Nogarola Valmarana), Vicenza
- 1565: Villa Serego (para Marcantonio Serègo), Santa Sofia di Pedemonte (Provincia de Verona)
- 1565 circa: Villa Forni Cerato (para Girolamo Forni), Montecchio Precalcino, Provincia de Vicenza
- 1566: Villa Capra, la Rotonda(para Paolo Almerico), Vicenza (completada en 1585 por Vincenzo Scamozzi después de la muerte de Palladio)
- 1567 circa: Villa Trissino, Meledo di Sarego, Provincia de Vicenza (solo realizada parcialmente)
- 1568: Puente Vecchio, Bassano del Grappa, Provincia de Vicenza (reconstruida en 1748 y después de la Segunda Guerra Mundial)
- 1569-1575: Palazzo Barbaran da Porto (para Montano Barbarano), Vicenza
- 1569: Puente en Tesina, Torri di Quartesolo, Provincia de Vicenza (atribuido)
- 1570: Villa Porto (para Iseppo Porto), Molina di Malo, Provincia de Vicenza
- 1571: Palacio Porto en la Plaza Castello, Vicenza (sin terminar, completado en 1615 por Vincenzo Scamozzi)
- 1572 ?: Palazzo Thiene Bonin Longare, Vicenza
- 1574-1577: Habitaciones en el Palacio Ducal, Venecia
- 1574: Fachada para Basilica di San Petronio, Bolonia (proyecto)
- 1576 circa: Capilla Valmarana (para Isabella Nogarola Valmarana) en la iglesia de Santa Corona, Vicenza
- 1577: Iglesia de Il Redentore, Venecia
- 1578: Iglesia de Santa Maria Nova, Vicenza (proyecto atribuido, completada en 1590 después de la muerte de Palladio)
- 1579: Porta Gemona, San Daniele del Friuli, Provincia de Údine
- 1580: Iglesia de Santa Lucia, Venecia (dibujos para el interior; demolida)
- 1580: Iglesia (Tempietto Barbaro) de Villa Barbaro, Maser
- 1580: Teatro Olímpico, Vicenza (completado después de la muerte de Palladio por su hijo Silla y en 1585 por Vincenzo Scamozzi)
- 1580: Le Zitelle (Venecia)

### Los cuatro libros de la arquitectura. Ediciones en castellano

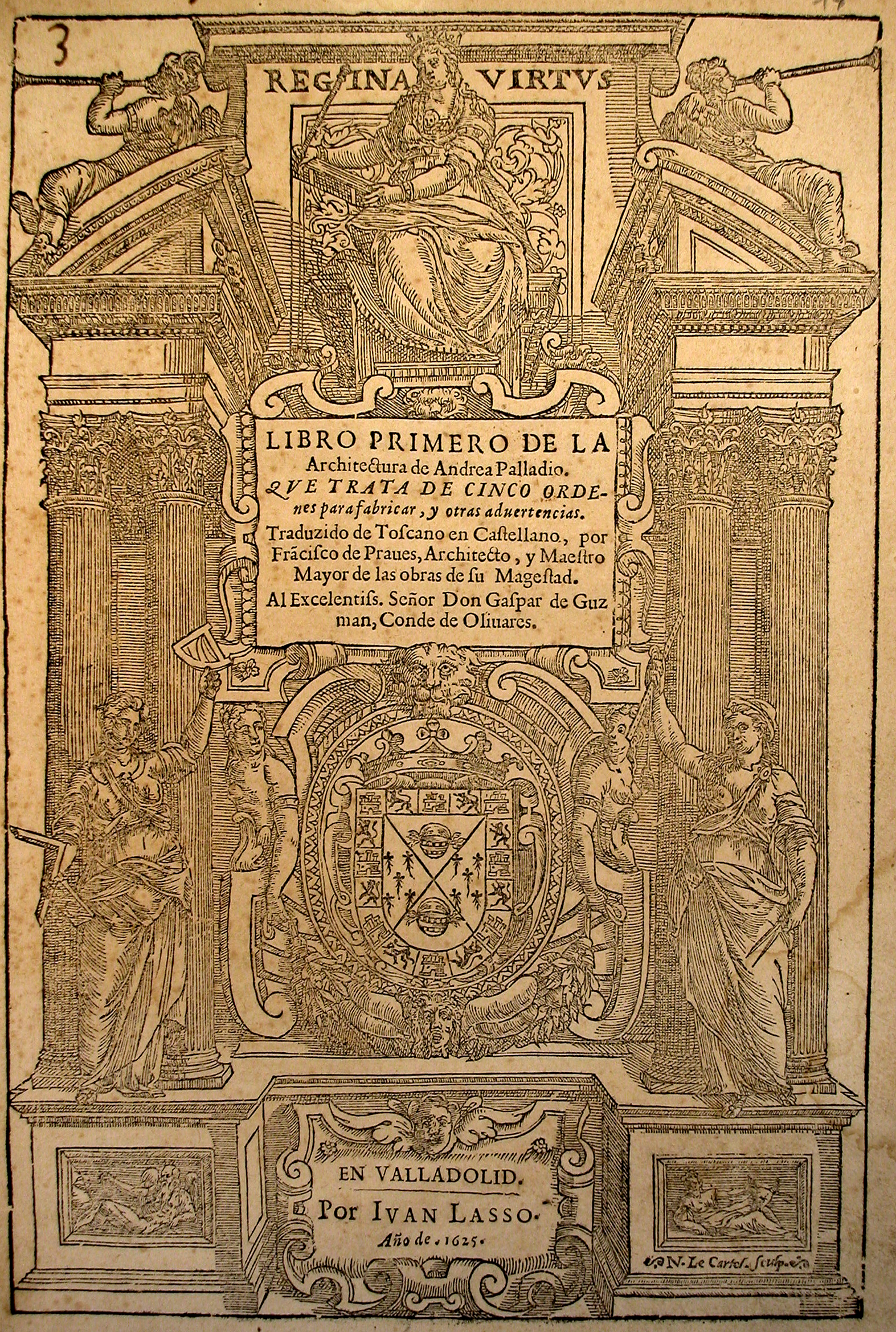
Libro primero de la Arquitectura de Palladio (1625).

La obra escrita más importante de Palladio son Los cuatro libros de la arquitectura (I quattro libri dell'architettura, en italiano), un tratado de arquitectura publicado en Venecia en 1570 en cuatro secciones llamadas libros, escrito y abundantemente ilustrado de diseños, secciones, y detalles de elementos de arquitectura.
- Andrea Palladio. Libro primero de la Architectura de Andrea Palladio que trata de cinco ordenes para fabricar, y otras advertencias, traduzido (sic) de toscano en castellano, por Fracisco Praues, Architecto, y Maestro Mayor de las obras de Su Majestad. En Valladolid, por Ivan Lasso (1625). Disponible en Biblioteca Digital Hispánica
- Andres Paladio. Los quatro libros de arquitectura ;de Andres Paladio, Vicentino, traducidos e ilustrados con notas por don Joseph Francisco Ortiz y Sanz. En Madrid, en la Imprenta Real, siendo regente D. Pedro Julian Pereyra... 1797.

- Palladio, Andrea (2008). Los cuatro libros de la arquitectura de Andrea Palladio (1ª (1797) edición). Madrid: Akal. p. 512. ISBN 9788446028598..

- Palladio, Andrea (2008). Las antigüedades de Roma (1ª edición). Madrid: Akal. p. 223. ISBN 9788446026976.

## Influencia
Hasta mediados del siglo XVIII, la arquitectura inglesa estuvo bajo la influencia total del llamado palladianismo. Los propietarios burgueses y nobles, que habían adquirido una nueva conciencia de su propia importancia después de la implantación de la monarquía constitucional, fueron los primeros en Europa en abandonar el lenguaje formal barroco para construir sus residencias, y los primeros en buscar un ideal de creación más discreto y moderado, pero que no dejara de ser digno y solemne.
Lo encontraron en la arquitectura de Palladio, cuyas construcciones se caracterizaban por su sencillez y equilibrio, basado en la aplicación de una estricta simetría y un sistema lógico de proporciones. En el siglo XVII un importante arquitecto inglés, Iñigo Jones, había tomado ya sus obras como modelo, de modo que el palladianismo pasó a ser considerado un estilo inglés por excelencia, contrapuesto al recargado estilo barroco que predominaba en los países católicos y absolutistas del resto de Europa. En consecuencia, los arquitectos y propietarios ingleses elevaron el estilo arquitectónico de Palladio a la categoría de ideal, de norma de la que uno no podía desviarse. En esta concepción yacía la idea de que la belleza era algo absoluto, basado en leyes objetivas y de aplicación universal.
Así, en parte por la labor de lord Burlington -el mayor coleccionista de sus dibujos e introductor de su legado en Inglaterra- en la primera mitad del siglo XVIII Inglaterra se llenó de construcciones palladianas, formadas por cuerpos cúbicos claramente definidos y según un estricto sistema de proporciones, con una decoración exterior muy austera y fachadas acentuadas por un gran pórtico al estilo de un templo antiguo, es decir, edificado sobre un zócalo de obra rústica. 
A mediados del siglo XVIII se vivió un segundo auge en la construcción de villas que originó la aparición, ante las puertas de Londres, de casas de campo de dimensiones más reducidas, propiedad de la burguesía adinerada, como la de Wrotham Park, construida en 1754 por Isaac Ware. El centro de esta casa lo forma el cubo de una villa palladiana, con cinco hileras de ventanas y un pórtico jónico tetrástilo con frontón (arquitectura) irregular. Posteriormente, esta tradición sería transmitida a las colonias de Norteamérica, donde la incipiente burguesía levantaría sus villas conforme a estos principios.

## Galería de fotos

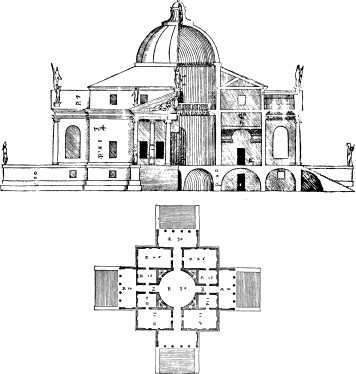
Villa La Rotonda, en I Quattro Libri dell'Architettura 1570.
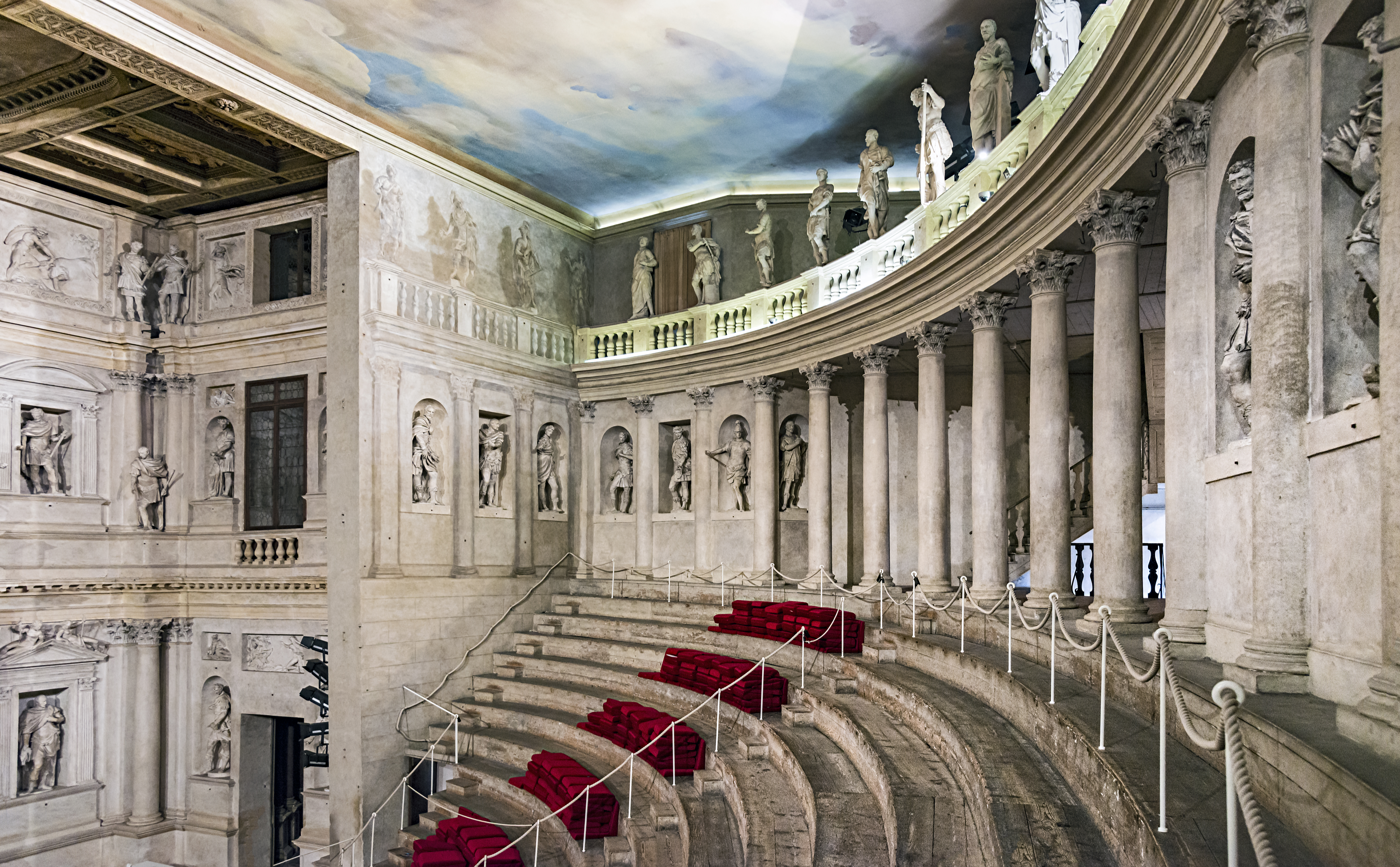
Teatro Olímpico.
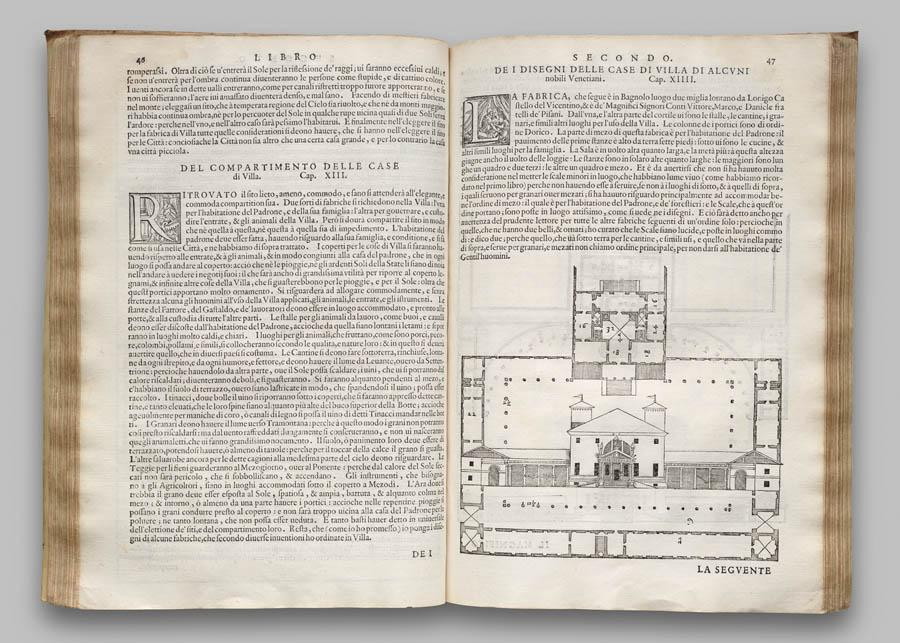
Villa Pisani en Bagnolo de Lonigo, de I Quattro Libri dell'Architettura.
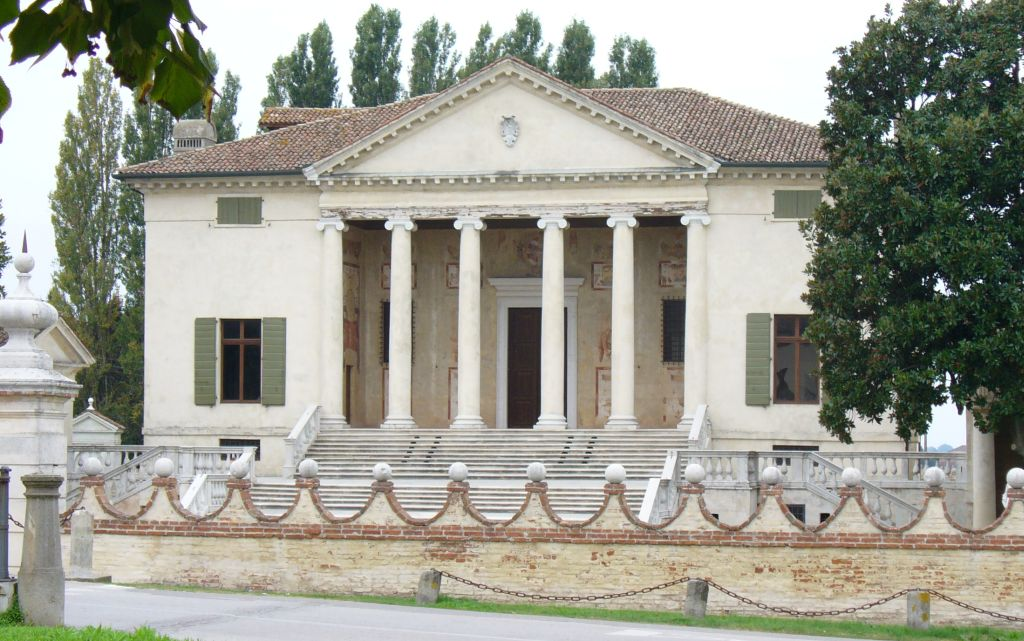
Villa Badoer.

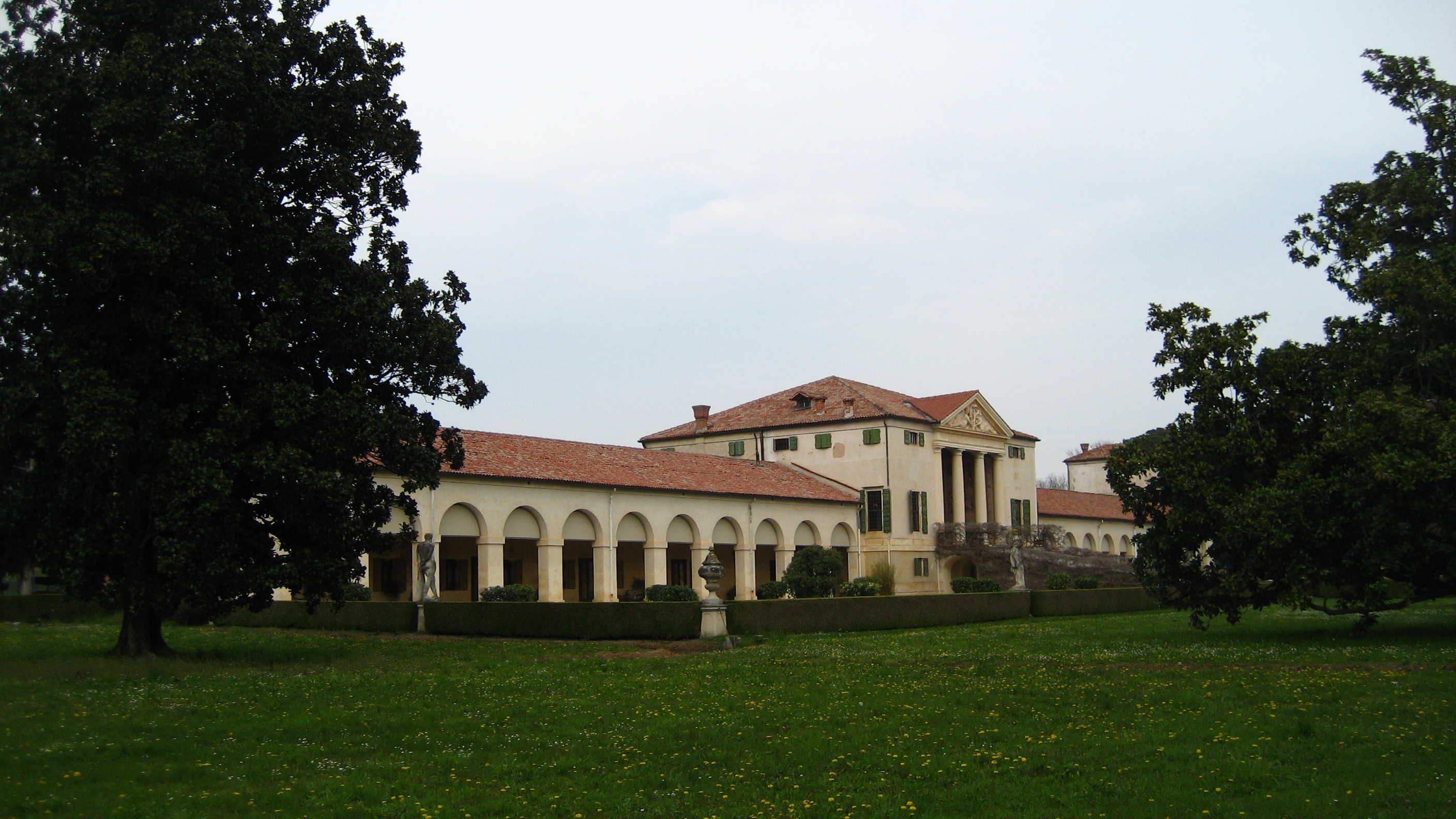
Villa Emo.
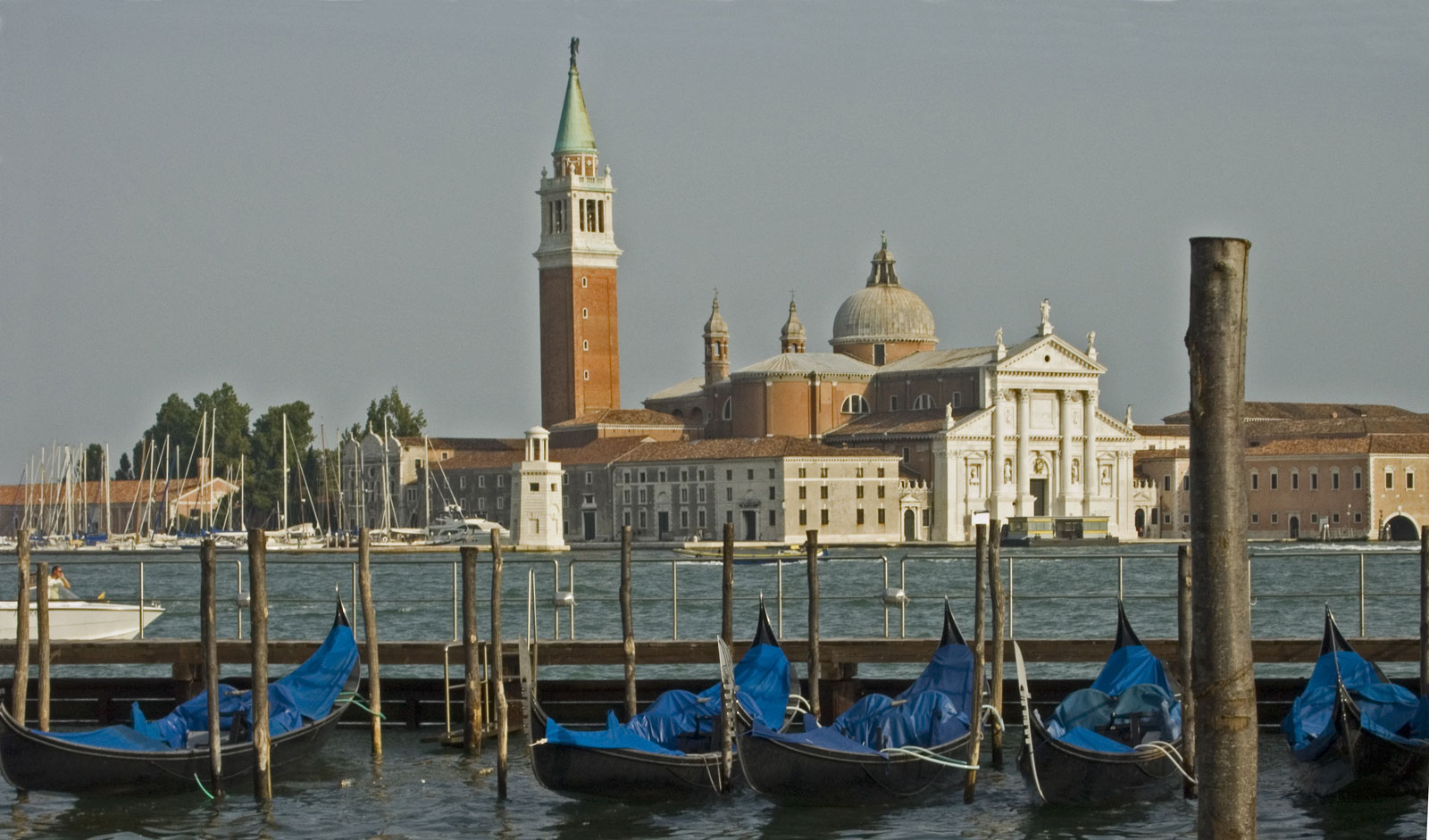
Basilica di San Giorgio Maggiore, Venecia.
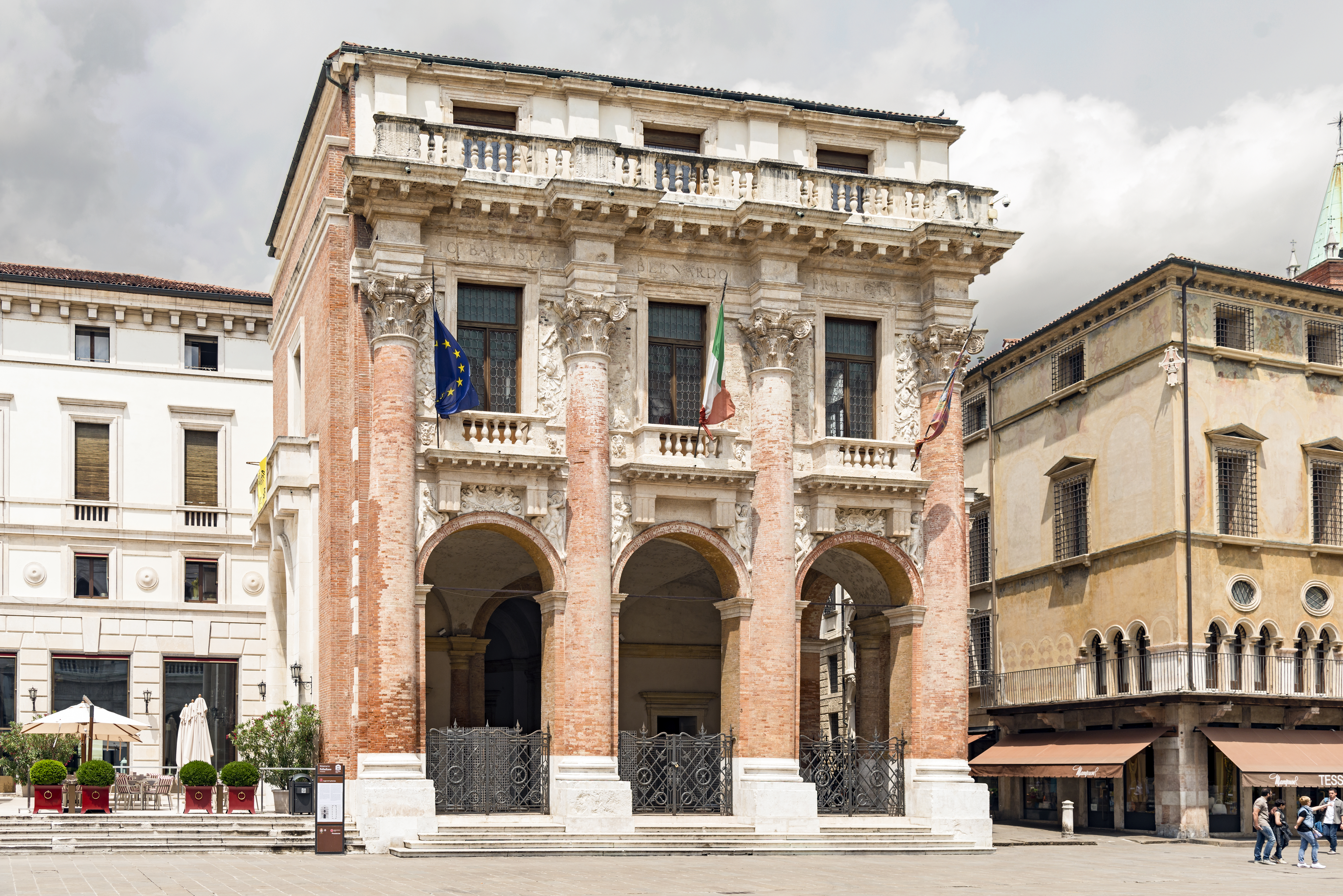
Palazzo del Capitaniato, Vicenza.